# Heinrich Conrad Carl
Der Geheime Kommerzienrat Heinrich Conrad Carl (bzw. ab 1861 von Carl) (* 22. Oktober 1795 in Brandenburg; † 23. Oktober 1867 in Berlin) war ein deutscher Unternehmer und konservativer Politiker.
Carl war bis 1853 Inhaber der Tuchfabrik Busse&Sohn in Luckenwalde. 1849 wurde er Vorsitzender des Verwaltungsrats der Berlin-Anhaltischen Eisenbahn. Außerdem war er Mitglied der Immediatskommission zur Kontrolle der Banknoten und der Staatsschuldenkommission. Er war Mitglied der Korporation der Kaufmannschaft Berlins, die er 1846–1858 als Vorsitzender ihres Ältestenkollegiums leitete. 1855 und 1862 war er Preisrichter der Weltausstellungen in Paris und London. Im Jahr 1861 wurde er in den erblichen preußischen Adelsstand erhoben. Im Jahr 1867 gründete er eine Stiftung zur Unterstützung bedürftiger Kinder von Zivilbeamten und Offizieren.
Von Mai 1848 bis Februar 1849 war er Abgeordneter der Frankfurter Nationalversammlung für den Wahlbezirk Jüterbog. Er war zunächst Mitglied der Fraktion Café Milani und wechselte später zur Casinofraktion. Im Parlament gehört er dem volkswirtschaftlichen Ausschuss an. Im Jahr 1849 war er Mitglied der Gothaer Versammlung und 1850 des Erfurter Unionsparlaments. Ab 1849 war er Abgeordneter der zweiten Kammer bzw. des Abgeordnetenhauses im preußischen Landtag. Dort war er Mitglied der Fraktion Auerswald-Schwerin.